# Accordi di Helsinki
Gli accordi di Helsinki, noti anche come atto finale di Helsinki o dichiarazione di Helsinki, hanno costituito l'atto finale della Conferenza sulla Sicurezza e la Cooperazione in Europa, svoltasi a Helsinki nel luglio e agosto del 1975. La dichiarazione venne firmata da trentacinque Stati, tra cui gli USA, l'URSS, il Canada e tutti gli Stati europei tranne Albania e Andorra, e costituì un tentativo di miglioramento delle relazioni tra il blocco comunista e il blocco occidentale.
Gli accordi di Helsinki costituirono la base per la successiva creazione dell'Organizzazione per la sicurezza e la cooperazione in Europa (OSCE).

## I principi affermati
La "Dichiarazione sui principi che guidano le relazioni tra gli stati partecipanti" inserita nell'Atto finale (nota anche come "il decalogo") elencava i dieci punti seguenti:
1. Eguaglianza sovrana, rispetto dei diritti inerenti alla sovranità
2. Non ricorso alla minaccia o all'uso della forza
3. Inviolabilità delle frontiere
4. Integrità territoriale degli stati
5. Risoluzione pacifica delle controversie
6. Non intervento negli affari interni
7. Rispetto dei diritti dell'uomo e delle libertà fondamentali, inclusa la libertà di pensiero, coscienza, religione o credo
8. Eguaglianza dei diritti e autodeterminazione dei popoli
9. Cooperazione fra gli stati
10. Adempimento in buona fede degli obblighi di diritto internazionale

## Ricezione e impatto
Gli accordi di Helsinki vennero visti come un passo significativo per la riduzione delle tensioni della guerra fredda.
Il riconoscimento dell'inviolabilità dei confini nazionali e il rispetto dell'integrità territoriale fu visto come un notevole successo diplomatico dell'Unione Sovietica, desiderosa di affermare le sue acquisizioni territoriali nell'Europa orientale dopo la fine della seconda guerra mondiale e di impedire agli Stati Uniti di intervenire negli affari interni come successo in Corea e Vietnam. Tuttavia l’atto finale ammetteva la possibilità di cambiamenti pacifici dei confini, a causa dell'insistenza di Canada, Spagna e Irlanda su questo punto. Inoltre, gli USA e i governi di altri stati membri della NATO ribadirono la loro politica di non-riconoscimento dell'inclusione forzata di Lituania, Lettonia ed Estonia all'interno dell'URSS.
Anche se le disposizioni relative ai diritti umani riguardavano tutti gli stati firmatari, l'attenzione si concentrò sulla loro osservanza in URSS e nei Paesi del Patto di Varsavia. L'amministrazione statunitense di Jimmy Carter, inoltre, contribuì a dare centralità alle norme relative ai diritti umani nelle relazioni tra i due blocchi. Tale attenzione aumentò progressivamente, e le disposizioni degli accordi di Helsinki riguardanti i diritti umani divennero sempre più fortemente un punto di riferimento e l'oggetto delle rivendicazioni dei dissidenti attivi all'interno del blocco sovietico, così come dei loro sostenitori in Occidente.

### La nascita del Gruppo Helsinki, dell'OSCE e di Human Rights Watch
La sezione degli accordi relativa ai diritti umani costituì la base per il lavoro del Gruppo di Helsinki, un'organizzazione non governativa indipendente creata per monitorare l'osservanza degli accordi, evolutasi poi in vari comitati regionali tra cui il Gruppo Helsinki di Mosca, rappresentata in Italia dalla Federazione Italiana Diritti Umani - Comitato Italiano Helsinki. 

Tale Gruppo fu all'origine della Federazione internazionale di Helsinki e di Human Rights Watch. In seguito agli accordi fu costituita l'Organizzazione per la sicurezza e la cooperazione in Europa (OSCE).

## Paesi firmatari
- Austria
- Belgio
- Bulgaria
- Canada
- Cecoslovacchia
- Cipro
- Città del Vaticano
- Danimarca
- Finlandia
- Francia
- Regno Unito
- Grecia
- Irlanda
- Islanda
- Italia
- Jugoslavia
- Liechtenstein
- Lussemburgo
- Malta
- Norvegia
- Paesi Bassi
- Polonia
- Portogallo
- Monaco
- Germania Ovest
- Germania Est
- Romania
- San Marino
- Spagna
- Stati Uniti
- Svezia
- Svizzera
- Turchia
- Ungheria
- Unione Sovietica